# 平正済
平 正済（たいら の まさなり）は、平安時代中期の武将。

## 経歴
平維衡の子。長和元年（1012年）正六位で玄蕃権助に任じ、のち正五位・出羽守に至った。